# Spoorlijn Solothurn - Niederbipp
De spoorlijn Solothurn - Niederbipp is een Zwitserse spoorlijn tussen Solothurn en Niederbipp van de voormalige onderneming Solothurn-Niederbipp-Bahn (afgekort SNB) gelegen in het kanton Solothurn met de smalspoorlijn tussen Solothurn en Niederbipp in het kanton Bern. De spoorlijn is sinds 1999 onderdeel van Aare Seeland Mobil AG.

## Geschiedenis

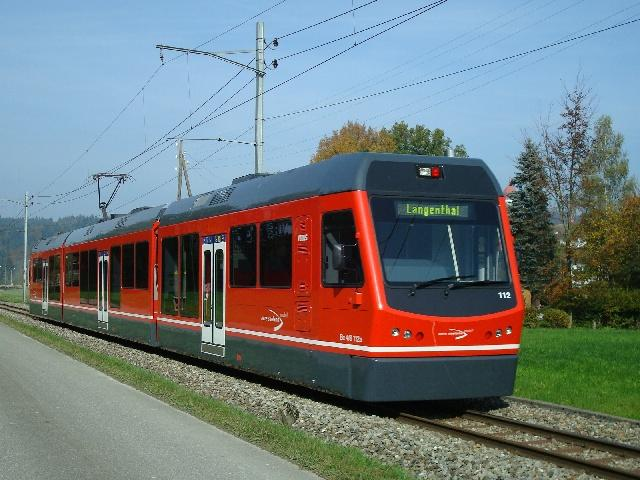
Stadler STAR gelede treinstel Be 4/8 112 van de ASm

Het traject tussen Niederbipp en station Baseltor in Solothurn werd door de SNB op 9 januari 1918 geopend. In Niederbipp is een spooraansluiting met de Langenthal-Jura-Bahn (LJB) met het traject Langenthal – Niederbipp – Oensingen Schulhaus.
Het station Baseltor bevond zich aan de noordzijde van de Aare en het SBB station Solothurn bevindt zich aan de zuidzijde van de Aare. Op 7 september 1925 werd het traject verleng met een brug over de Aare naar de Bahnhofplatz bij het SBB station.
Na dat LJB in 1928 het deel traject in Oensingen had stilgelegd werd op 9 mei 1943 het traject Niederbipp – Oensingen stilgelegd en werd Niederbipp een kopstation.

## Aansluitingen
In de volgende plaatsen was of is er een aansluiting van de volgende spoorwegmaatschappijen:

### Solothurn
- Spoorlijn Olten - Genève
- Spoorlijn Olten - Solothurn
- Spoorlijn Solothurn - Burgdorf - Langnau im Emmental
- Spoorlijn Solothurn - Bern

### Niederbipp
- Spoorlijn Olten - Genève
- Spoorlijn Langenthal - Oensingen

## Elektrische tractie
Het traject werd door de LJB in 1917 geëlektrificeerd met een spanning van 1.200 volt gelijkstroom.

## Fusie
Op 1 januari 1958 fuseerden de LJB met de LMB en met de Oberaargau-Jura-Bahnen (OJB). Vervolgens werd in 1959 een samenwerking overeenkomst met de SNB gesloten. Door deze samenwerking werd het mogelijk dat de SNB gebruik kon maken van de OJB werkplaats in Langenthal.
De Oberaargau-Solothurn-Seeland-Transport (OSST) partner van Biel-Täuffelen-Ins-Bahn (BTI) fuseerde in 1999 met de Solothurn–Niederbipp-Bahn (SNB) en de Regionalverkehr Oberaargau (RVO) en ging verder onder de naam Aare Seeland mobil (ASm).
Recent werd door de kantons Solothurn en Bern bekendgemaakt dat het traject tussen Niederbipp en Oensingen in 2011 gereactiveerd gaat worden.